# چاه کشاورزی اسلام‌آباد
چاه کشاورزی اسلام‌آباد یک منطقهٔ مسکونی در ایران است که در دهستان بهادران واقع شده‌است.